# Международный совет ядерных обществ
Междунаро́дный сове́т я́дерного о́бщества (INSC) — неправительственная организация, состоящая из ядерных обществ со всего мира, которая «действует как глобальный форум для ядерных обществ для обсуждения и установления общих целей». Основан 11 ноября 1990 года Международной группой ядерных обществ.

## Общества-члены
В настоящее время обществами-членами INSC являются:
- Американское ядерное общество (ANS)
- Аргентинская ассоциация ядерных технологий (AATN)
- Associação Brasileira de Energia Nuclear (ABEN)
- Японское общество атомной энергии (AESJ)
- Австралийская ядерная ассоциация (ANA)
- Канадское ядерное общество (CNS)
- Египетское общество ядерной науки и приложений (ESNSA)
- Европейское ядерное общество (ENS)
  - Австрийское ядерное общество
  - Бельгийское ядерное общество
  - Болгарское ядерное общество
  - Хорватское ядерное общество
  - Чешское ядерное общество
  - Финское ядерное общество
  - Французское общество ядерной энергетики
  - Немецкое ядерное общество
  - Венгерское ядерное общество
  - Израильское ядерное общество
  - Итальянская ядерная ассоциация
  - Литовская ассоциация ядерной энергетики
  - Ядерное общество Нидерландов
  - Ядерный институт
  - Ядерное общество России
  - Ядерное общество Сербии
  - Ядерное общество Словении
  - Польское ядерное общество
  - Румынская ассоциация ядерной энергетики
  - Словацкое ядерное общество
  - Испанское ядерное общество
  - Шведское ядерное общество
  - Швейцарское ядерное общество
- Индийское ядерное общество (InNS)
- Израильское ядерное общество (iSNS)
- Корейское ядерное общество (KNS)
- Латиноамериканская секция (LAS)
- Общество ядерной энергетики Тайбэя (NEST)
- Пакистанское ядерное общество (PNS)
- Мексиканский ядерный союз (SNM)
- Ядерное общество Таиланда (NST)